# 大楯遺跡
大楯遺跡（おおだていせき）は山形県飽海郡遊佐町小原田字館の内・大面にある平安時代末期～鎌倉時代の遺跡。

## 解説

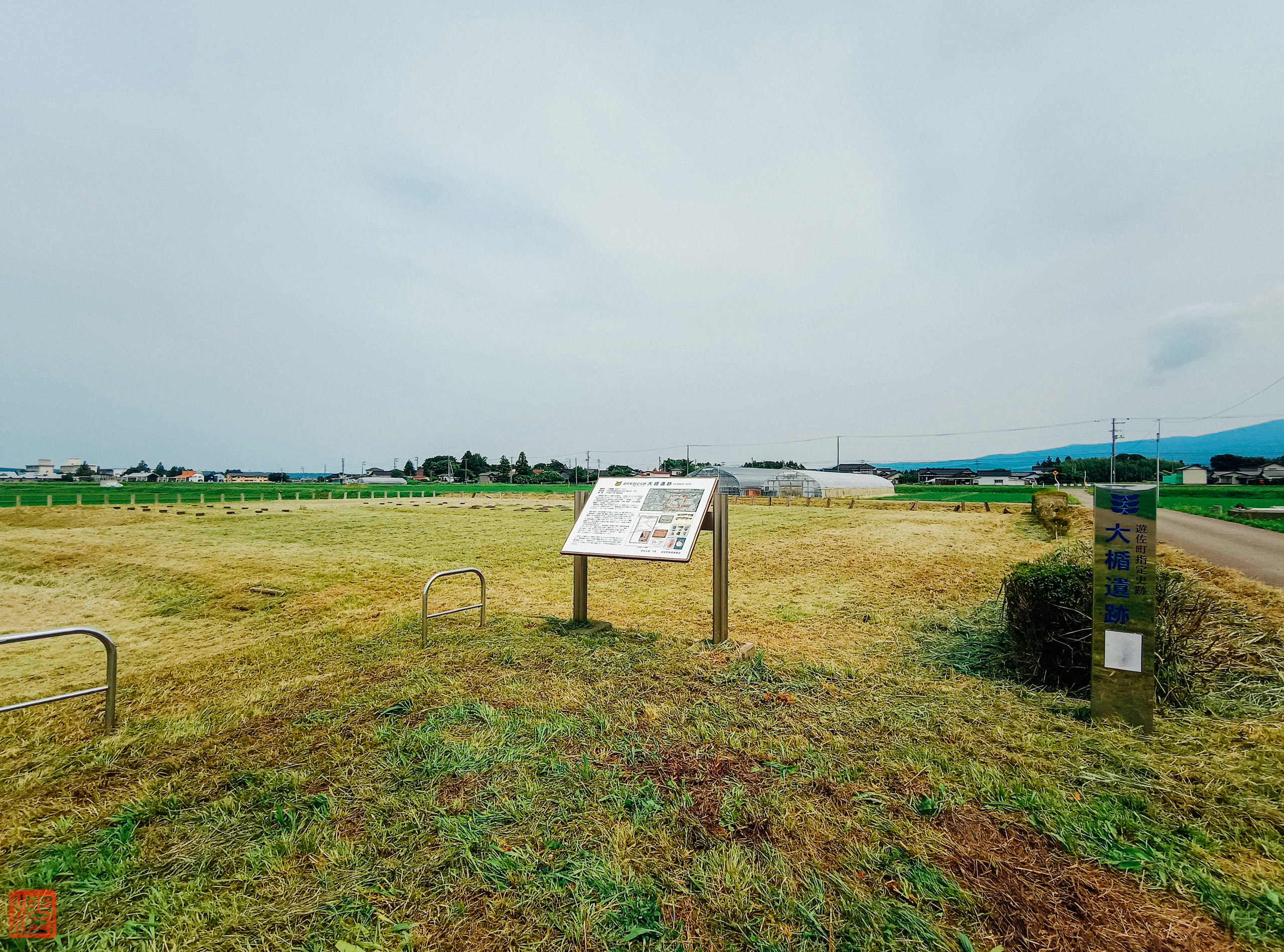
入口から北側を望む

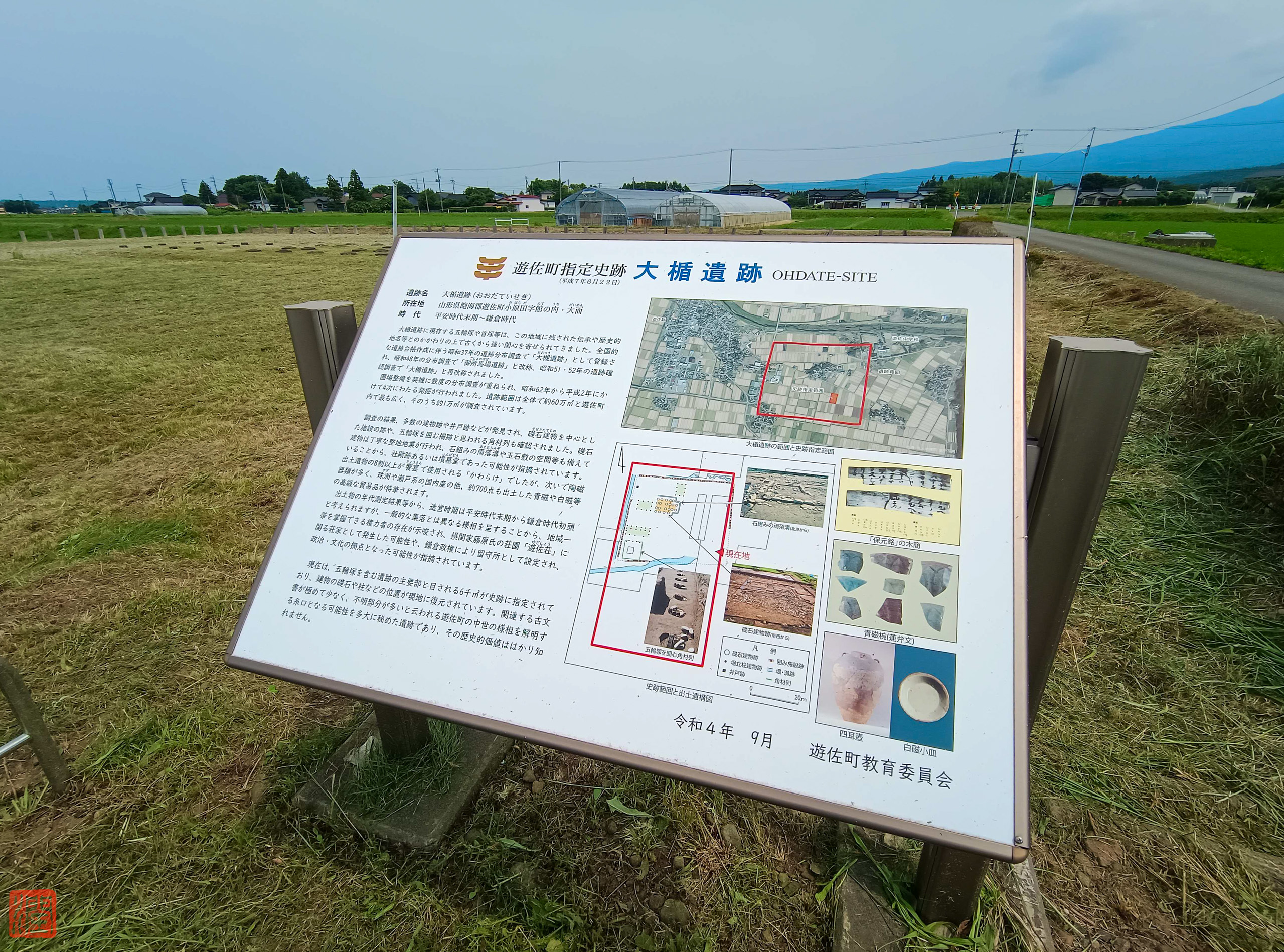
遊佐町指定史跡 大楯遺跡の案内板

大楯遺跡に現存する五輪塚や首塚等は、この地域に残された伝承や歴史的地名等とのかかわりの上で古くから強い関心を寄せられてきました。
全国的な遺跡台帳作成に伴う昭和37年の遺跡分布調査で「大槻（おおつき）遺跡」として登録され、昭和48年の分布調査で「御所馬場（ごしょのばば）遺跡」と改称、
昭和51・52年の遺跡確 認調査で「大楯遺跡」 と再改称されました。
圃場整備を契機に数度の分布調査が重ねられ、昭和62年から平成2年にかけて4次にわたる発掘が行われました。
遺跡範囲は全体で約60万㎡と遊佐町内で最も広く、そのうち約1万㎡が調査されています。
調査の結果、多数の建物跡や井戸跡などが発見され、礎石建物（そせきたてもの）を中心とした施設の跡や、五輪塚を囲む柵跡と思われる角材列も確認されました。

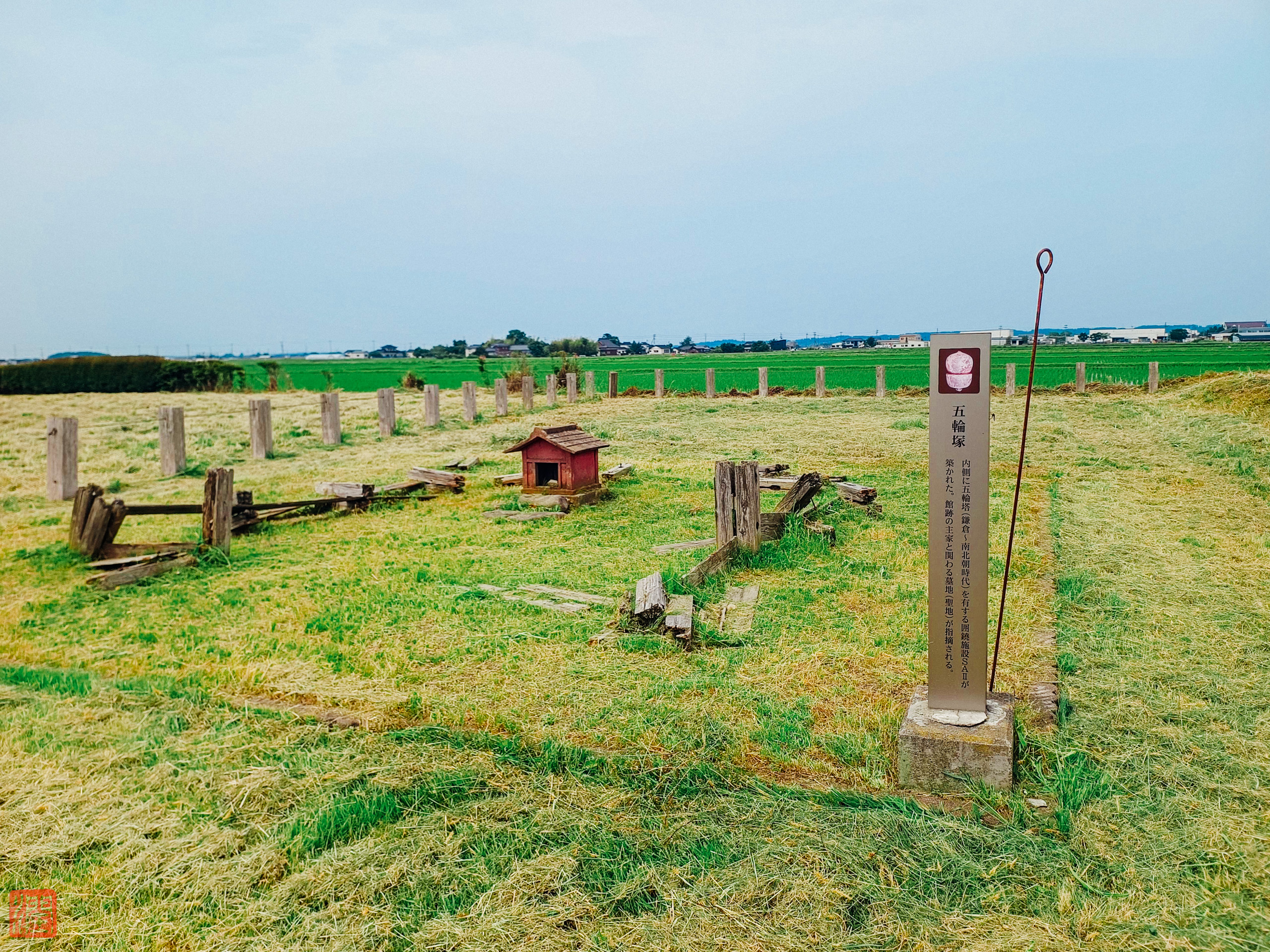
大楯遺跡敷地内にある五輪塚

礎石建物は丁寧な整地地業が行われ、石組みの雨落溝（あまおちみぞ）や玉石敷の空間等も備えていることから、社殿跡あるいは墳墓堂（ふんぼどう）であった可能性が指摘されています。
出土遺物の8割以上が饗宴（きょうえん）で使用される「かわらけ」でしたが、次いで陶磁器類が多く、珠洲や瀬戸系の国内産の他、約700点も出土した青磁や白磁等の高級な貿易品が特筆されます。
出土物の年代測定結果等から、造営時期は平安時代末期から鎌倉時代初頭と考えられますが、一般的な集落とは異なる様相を呈することから、地域一帯を掌握できる権力者の存在が示唆され、摂関家藤原氏の荘園「遊佐荘（ゆざしょう）」に関る荘家として発生した可能性や、鎌倉政権により留守所として設定され、政治文化の拠点となった可能性が指摘されています。
現在は、五輪塚を含む遺跡の主要部と目される6千㎡が史跡に指定されており、建物の礎石や柱などの位置が現地に復元されています。
関連する古文書が極めて少なく、不明部分が多いと云われる遊佐町の中世の様相を解明する糸口となる可能性を多大に秘めた遺跡であり、その歴史的価値ははかり知れません。